# Tah (graf)
Tah v grafu je takový sled, ve kterém se neopakují hrany.

## Definice
Tahem grafu je takový sled, ve kterém jsou všechny hrany různé.
Tahu, který začíná a končí stejným vrcholem, se říká uzavřený, jinak je otevřený. Pokud tah vede skrze všechny hrany, říká se mu eulerovský.